# Pic Gannett
El pic Gannett és el cim muntanyós més alt de l'estat nord-americà de Wyoming amb 13,810 peus (4,210 m). Es troba a la serralada Wind River. Va ser anomenat així el 1906 pel geògraf estatunidenc Henry Gannett. Els vessants de les muntanyes es troben tant al Bosc Nacional Bridger-Teton com al Bosc Nacional Shoshone.

## Descripció

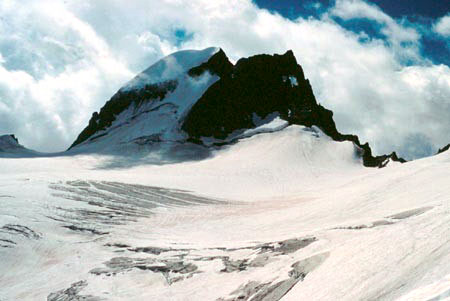
Glacera Gannett al vessant nord del pic

El pic Gannett és el cim més alt dins del que es coneix com el Gran Ecosistema de Yellowstone, així com el més alt de les muntanyes Rocoses fora de l'estat de Colorado. La glacera Gannett és la més gran de la part estatunidenca de les muntanyes Rocalloses i s'estén pel vessant nord de la muntanya. La glacera menor es troba al circ occidental del pic, mentre que les glaceres Dinwoody i Gooseneck es troben al costat sud-est de la muntanya.
El pic Gannett es troba al cor d'un desert remot i accidentat. Per aquest motiu, la seva elevació i el clima extrem, sovint ha estat considerat des del món de l'alpinisme com un dels cims estatals més difícils d'assolir, després del Denali i possiblement del Granite Peak.
El cim té un clima ET (tundra), amb estius curts i freds i hiverns molt llargs i molt freds. Les precipitacions (principalment neu) són moderades durant tot l'any, i el mes més plujós és l'abril.